# Colchón inflable

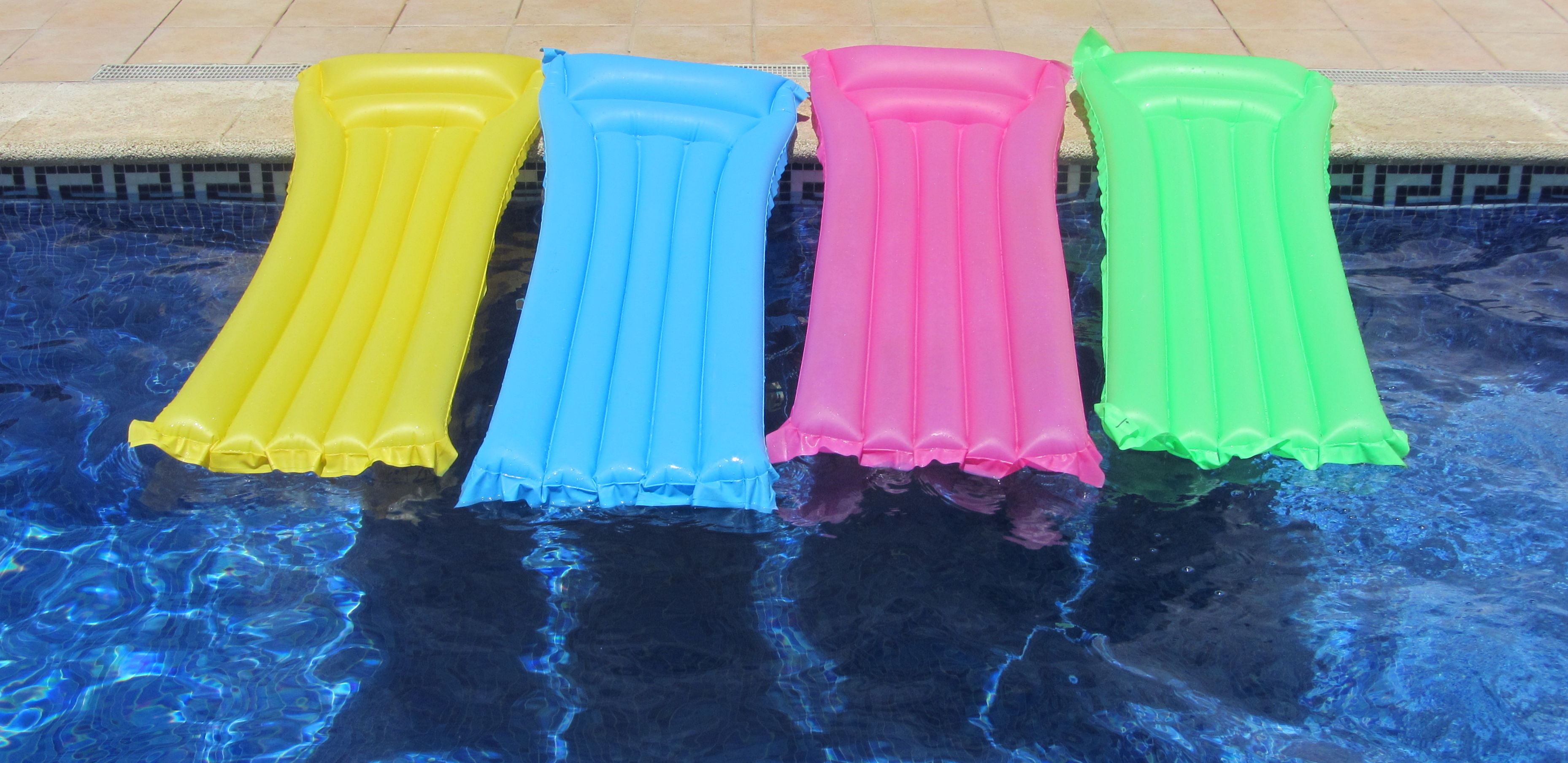
Cuatro colchones inflables clásicos.

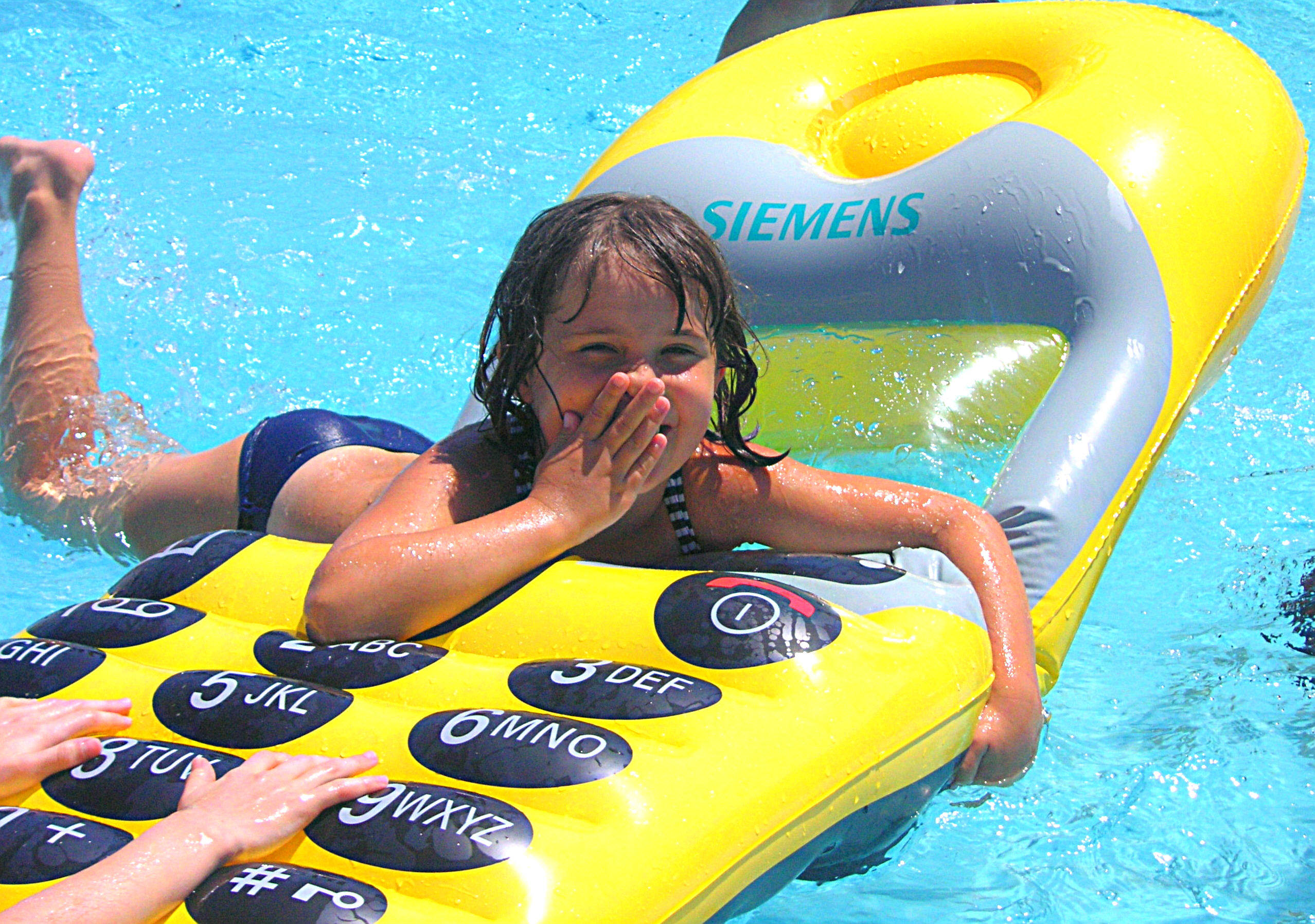
Colchón de aire que simula un teléfono móvil.

Un  colchón inflable  es un tipo de colchón que se puede hinchar mediante una fuelle dando la amortiguación del aire un gran confort. Se utiliza, por ejemplo, para dormir yendo de acampada, de juguete de playa o simplemente para relajarse en la piscina. La desventaja de los colchones de aire es que se pueden perforar convirtiéndose entonces en inutilizables.
En el pasado, estos colchones eran incómodos, de unos pocos centímetros de grosor, hechos a partir de perlas fundidas, y se enganchaban en la piel.
Los nuevos colchones inflables pueden ser tan gruesos como los colchones reales y, a veces cubiertos con una capa de terciopelo para limitar la adhesión a la fricción de la piel y el ruido del plástico.
Hay colchones inflables eléctricos que se hinchan y se pueden utilizar en cuestión de minutos. La bomba suele tener un dispositivo de inversión para desinflar el colchón rápidamente para almacenarlo en poco espacio.
Existen colchones más gruesos y más delgados, de esta forma los puedes usar tanto para el hogar , como por ejemplo para ir de acampada y que no te ocupen tanto.